# Osiris nigrocinctus
Osiris nigrocinctus là một loài Hymenoptera trong họ Apidae. Loài này được Friese mô tả khoa học năm 1930.